# Unqi

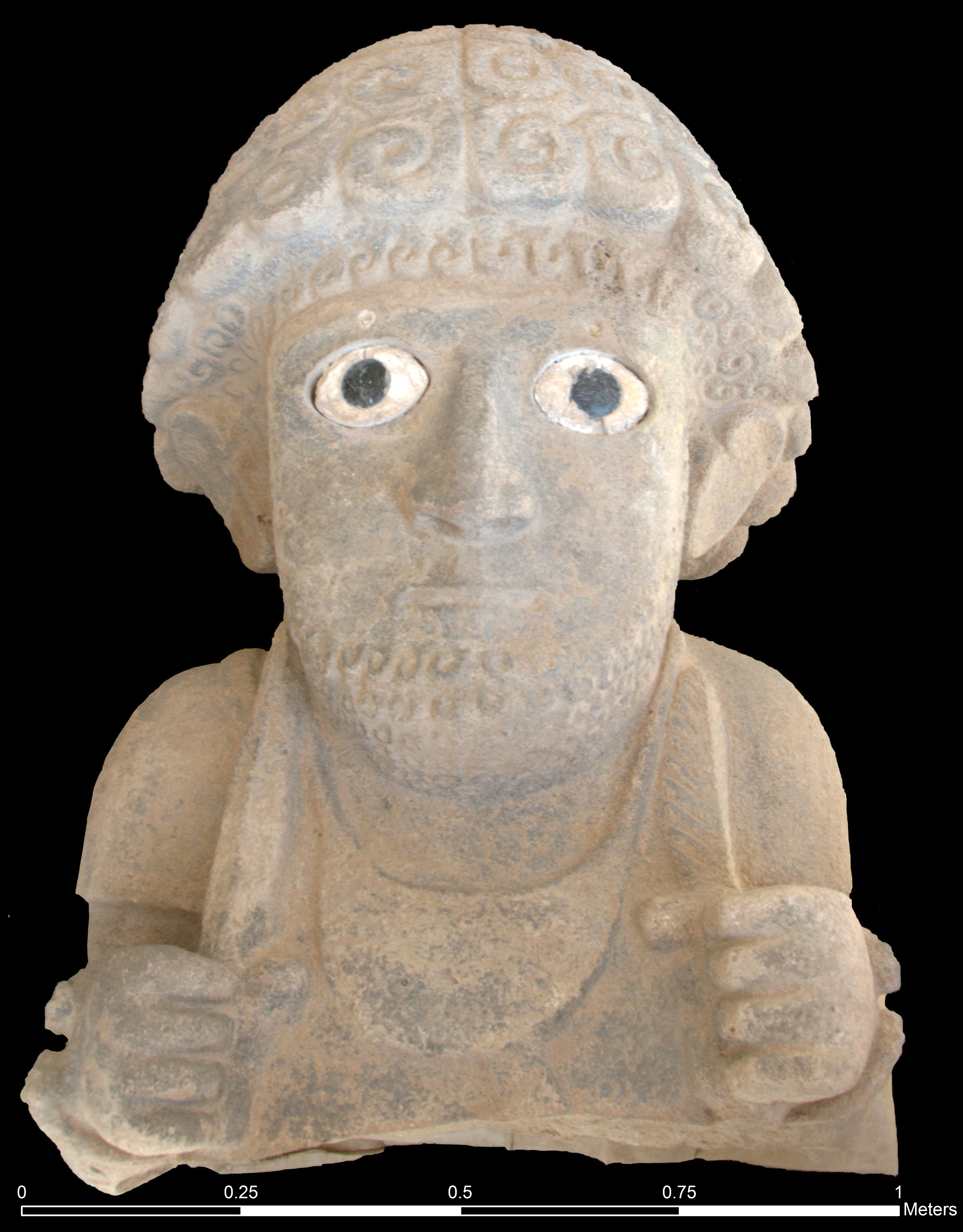
Suppiluliuma, König von Walastin, 1. Hälfte des 9. Jh. v. Chr.

Unqi oder Unqu (assyrisch: KURun-qi/qa- (a-a), aramäisch ʿmq, hethitischer Name unbekannt) war ein späthethitisches Königreich in der Amuq-Ebene und damit einer der nachfolgenden Kleinstaaten in die das Hethitische Großreich bereits im 12. Jahrhundert v. Chr. zerfiel. In assyrischen Quellen wird es manchmal auch als Pat(t)in, KURPA-ti-na-a-a bezeichnet. Außer den assyrischen Berichten sind aus Tell Ta'yinat auch Hieroglypheninschriften bekannt, die aber meist schlecht erhalten sind.

## Bezeichnung
KURPA-ti-na-a-a wurde, in Anlehnung an die Stadt URUHattena der Bogazköy-Texte auch als KURhat-ti-na-a-a gelesen, die Stadt des Hattiers und dementsprechend als Hattina transkribiert. Eine Inschrift von Tiglat-pileser III. führt jedoch in einer Liste syrischer Staaten ein KURpat-ti-nu auf, was die Lesung als Patina belegt.

## Geschichte
Bevor die Assyrer Unqi einnahmen, residierte der hethitische Fürst von Unqi wohl ca. 200 Jahre in Kinalua (Kunulua), der vermutlichen Hauptstadt von Unqi.
Tiglat-Pileser III. eroberte 738 die Stadt Kinalua und das Land Unqui nach seinen Angaben vollständig und setzte seinen Eunuchen als Statthalter ein, außerdem siedelte er 6000 Gefangene in Kinalua an. Auch in Huzarra, Tac, Tarmanazi, Kulmadara, Hatatirra und Sagillu wurden Gefangene angesiedelt. Die Eroberung von Kullani/Kulnia gab dem Jahr 738 den Namen (Eponymenlisten), und der Statthalter von Kullani war 684 limmu.
Unqi wird in der Folge nicht als Provinz erwähnt, Hawkins vermutet, dass es nun als Provinz von Kullani geführt wird.
Nach der Inschrift auf seinem Thron in Kalhu (Zeile 48) nahm Salmanasser III. in seinem 11. palu, also 848 v. Chr. den Tribut von Qalparunda von Unqu entgegen. Er bestand aus Silber, Gold, Zinn, Bronze, Bronzeschüsseln, Elfenbein, Ebenholz, Zedernstämmen, bunten Gewändern und Leinen sowie aus Gespannpferden.

## Herrscher
Folgende Herrscher sind bekannt, meist aus assyrischen Quellen:
| Könige von Unqi                | Datierung                | assyrische Könige    | Bemerkungen                                                                   |
| ------------------------------ | ------------------------ | -------------------- | ----------------------------------------------------------------------------- |
| Taita                          | 11. oder 10. Jahrhundert |                      | evtl. Philister, König von Tell Tayinat                                       |
| Manana                         | 10. Jahrhundert          |                      |                                                                               |
| Suppiluliuma (I.)              | 10. Jahrhundert          |                      |                                                                               |
| Labarna I. (Lubarna, Liburna)  | ca. 870 (bis 858?)       | Assurnasirpal        |                                                                               |
| Suppiluliuma (II.) (Sapalulme) | 858                      | Salmanasser III.     |                                                                               |
| Halparuntija (Qalparunda)      | 857–853                  | Salmanasser III.     | auch auf Inschrift von Tell Tayinat, eventuell mit Halparuntija II. identisch |
| Labarna II. (Lubarna/Lubarni)  | 831/829                  | Salmanasser III.     |                                                                               |
| Surri                          | 831/830                  | Salmanasser III.     | Usurpator                                                                     |
| Sasi                           | 831/30                   | Salmanasser III.     | assyrischer Untertan                                                          |
| Tutammu                        | 738                      | Tiglath-pileser III. |                                                                               |

## Städte
- Hatatirra
- Huzarra
- Kinalua (URUku/ki-na/nu-li/lu-a), vielleicht mit Kullani identisch,[3] vermutlich die Hauptstadt
- Kullani/Kulnia (hebräisch klnw/klnh), oft mit dem biblischen Kalne identifiziert, das Jesaja 10, 9 im Rahmen der Prophezeiungen gegen Assur erwähnt: „Ist Kalne nicht wie Karkemisch, Hamath, nicht wie Arpad, Samaria nicht wie Damaskus?“. Auch Amos 6, 2 erwähnt die Zerstörung von Kalne: „Geht hinüber nach Kalne und seht! Und geht von dort aus nach Hamat, der Großen, und steigt hinab nach Gat der Philister! Sind sie besser als diese Königreiche, oder ist ihr Gebiet größer als euer Gebiet?“. Gelb lehnte eine Gleichsetzung von Kullani mit Kinalua aus linguistischen Gründen ab und identifizierte Kullani mit Kullanköy bei Arpad.[7]
- Kulmadara (Tiglat-Pileser III.)
- Sagillu
- Tac
- Tarmanazi

## Fundorte
- Tell Ta'yinat = Kinalua/Kunulua. 2011 stießen Archäologen um Timothy Harrison von der University of Toronto auf dem Burgberg auf eine 1,3 m × 1,6 m große gut erhaltene Löwenstatue aus Basaltgestein. Sie gehörte zu einer monumentalen Toranlage. Die Ausgräber fanden außerdem eine Statuenbasis für eine zweite Torfigur. Auf deren Sockel befindet sich die Darstellung des Königs, dessen Hände in die Mähnen zweier Löwen vergraben sind. Dabei handelt es sich um einen für die Hethiter bekannten Topos, der den König und seine Macht über die Natur symbolisiert. 738 wurde der Torkomplex vermutlich durch die Assyrer zerstört.[8]
- Tell Ain Dara